# Victor Maistriau
Victor Eugène Ange Jules Maistriau, né à Maurage le 5 octobre 1870 et mort à Mons le 21 janvier 1961, était un homme politique libéral belge.
Fils d'un bourgmestre de Maurage, Victor Maistriau, fut diplômé docteur en droit de l'université de Gand. Il s’inscrivit ensuite au Barreau de Mons en 1897 et exerça d'abord comme avocat avant de se lancer dans une longue carrière politique. Durant la Première Guerre mondiale, il fut plusieurs fois emprisonné par les autorités allemandes. Il a notamment défendu des compatriotes accusés d'espionnage par les occupants lors du Grand procès de Mons.

## Carrière politique

### Niveau local
Élu conseiller communal de Mons en 1904, il fut échevin de l'Instruction publique en 1912 et devint bourgmestre de la ville en 1926 : il le resta jusqu'en 1953, hormis pendant la Seconde Guerre mondiale où, obligé de se cacher, le mayorat fut assuré par Ernest Stack, bourgmestre faisant fonction, puis par un rexiste imposé par les autorités nazies.

### Niveau national
Victor Maistriau a été élu député en 1933, puis fut ministre de l'Instruction publique en 1934 et ministre de la Justice en 1937 dans le gouvernement Van Zeeland II en remplacement de François Bovesse. Bien que partisan déterminé de l'unité belge, Victor Maistriau siégea à l'Assemblée wallonne à partir de 1927 et sera membre du comité de patronage des Congrès culturels wallons de Charleroi (1938) et Liège (1957). L'Encyclopédie du Mouvement wallon lui consacre une brève notice en son Tome II.
Il a été inhumé à Mons.

## Distinctions[1]
- Nommé Ministre d'État, le 3 septembre 1945;
- Grand-croix de l'ordre de la Couronne;
- Grand-croix de l'ordre de Léopold II;
- Grand officier de l'ordre de Léopold;
- Grand officier de la Légion d'honneur (France);
- Grand officier de l'ordre du Nil (Egypte);
- Grand cordon de Bulgarie;
- Medal of Freedom (Etats-Unis)

## Notoriété
Il existe une Avenue Maistriau à Mons (direction Nimy).